# Boršice u Blatnice
Boršice u Blatnice, bis 1960 Boršice (deutsch Borschitz) ist eine Gemeinde in Tschechien. Sie liegt sieben Kilometer südöstlich von Hluk und gehört zum Okres Uherské Hradiště.

## Geographie
Das Straßenangerdorf Boršice u Blatnice erstreckt sich am Westhang der Weißen Karpaten entlang des Baches Boršický potok. Das Dorf liegt am Rande des Landschaftsschutzgebietes CHKO Bílé Karpaty. Nördlich erhebt sich die Babí hora (364 m), im Südosten der Kolo (490 m), südlich die Lipinka (504 m), der Stráž (401 m) und der Suchovský Šumárník (477 m), im Südwesten die Draha (374 m) sowie nordwestlich die Jasenová (409 m). Durch Boršice u Blatnice führt die Staatsstraße I/54 zwischen Veselí nad Moravou und Nové Mesto nad Váhom.
Nachbarorte sind Babí Hora und Dolní Němčí im Norden, Slavkov im Nordosten, Horní Němčí im Osten, Uherskohradišťské Vápenky, Fojtické Mlýny, Podširocké Mlýny und Čerešnické Mlýny im Südosten, Hryzlácké Mlýny, Zámečnické Mlýny, Suchovské Mlýny, Trnovský Mlýn und Suchov im Süden, Velká nad Veličkou, Žilkův Mlýn, Horákův Mlýn und Louka im Südwesten, Blatnička im Westen sowie Ostrožská Lhota und Hluk im Nordwesten.

## Geschichte
Die erste schriftliche Erwähnung des Dorfes erfolgte 1278 in einer Urkunde Hartmann von Holensteins. Der Name des Ortes geht auf Boresch II. von Riesenburg zurück, der vermutlich auch sein Gründer war. Im 14. Jahrhundert erwarben die Herren von Sternberg die Güter. Albert von Sternberg auf Světlov († 1380) überschrieb 1378 die Dörfer Boršice, Spinek und Wnorov einschließlich des Patronatsrechts über die Kirche in Wnorov seiner Frau Anežka als Morgengabe. Dabei wurde auch eine Feste in Boršice erwähnt. 1412 trat Jaroslav von Sternberg die Dörfer Louka, Boršice, Spinek und Wnorov sowie später noch die Burg Světlov an die Witwe Vok von Krawarns, Eliška von Sternberg ab. Die Feste erlosch während der Hussitenkriege. Im 16. Jahrhundert wurde das Dorf an die Herrschaft Ostroh angeschlossen. Nachfolgende Besitzer waren die Herren von Kunowitz und ab 1625 die Liechtensteiner. 1663 wurde Boršice von Truppen des Großwesirs Ahmed Kiuprili unter Führung der Herzogs von Scharosch, Michael Apaffy, verwüstet. 1686 fielen die Türken erneut in Boršice ein. Zu Beginn des 18. Jahrhunderts entstand in Boršice die erste Schule. Um 1787 wurde eine neue Lokalkaplanei eingerichtet. Um 1790 bestand Borschitz aus 131 Häusern, in denen 136 Familien mit 675 Einwohnern lebten. Zum Ort gehörten Ackerland und Weinberge. Bis zur Mitte des 19. Jahrhunderts blieb Boršice immer nach Ostroh untertänig.
Nach der Aufhebung der Patrimonialherrschaften bildete Boršice/Borschitz ab 1850 eine Gemeinde in der Bezirkshauptmannschaft Hradisch. 1949 wurde die Gemeinde dem neuen Okres Veselí nad Moravou zugeordnet. Nach der Aufhebung des Okres Veselí nad Moravou kam Boršice Ende 1960 wieder zum Okres Uherské Hradiště zurück und erhielt zur Unterscheidung von Boršice u Buchlovic den amtlichen Zusatz u Blatnice.

## Gemeindegliederung
Für die Gemeinde Boršice u Blatnice sind keine Ortsteile ausgewiesen.

## Sehenswürdigkeiten
- Kirche der hl. Katharina, spätbarocker Bau aus dem Jahre 1788
- Betsäule der hl. Katharina, an der Straße nach Blatnička, geschaffen im 18. Jahrhundert
- Boršický kancionál, das Liederbuch wurde zwischen 1727 und 1733 vom Kantor Martin Pomykal geschrieben und mit Motiven der mährischen Volksornamentik verziert.
- Landschaftsschutzgebiet CHKO Bílé Karpaty
- Naturschutzgebiete Nádavky und Babí hora, an den Weinbergen nördlich des Dorfes